# Hanami

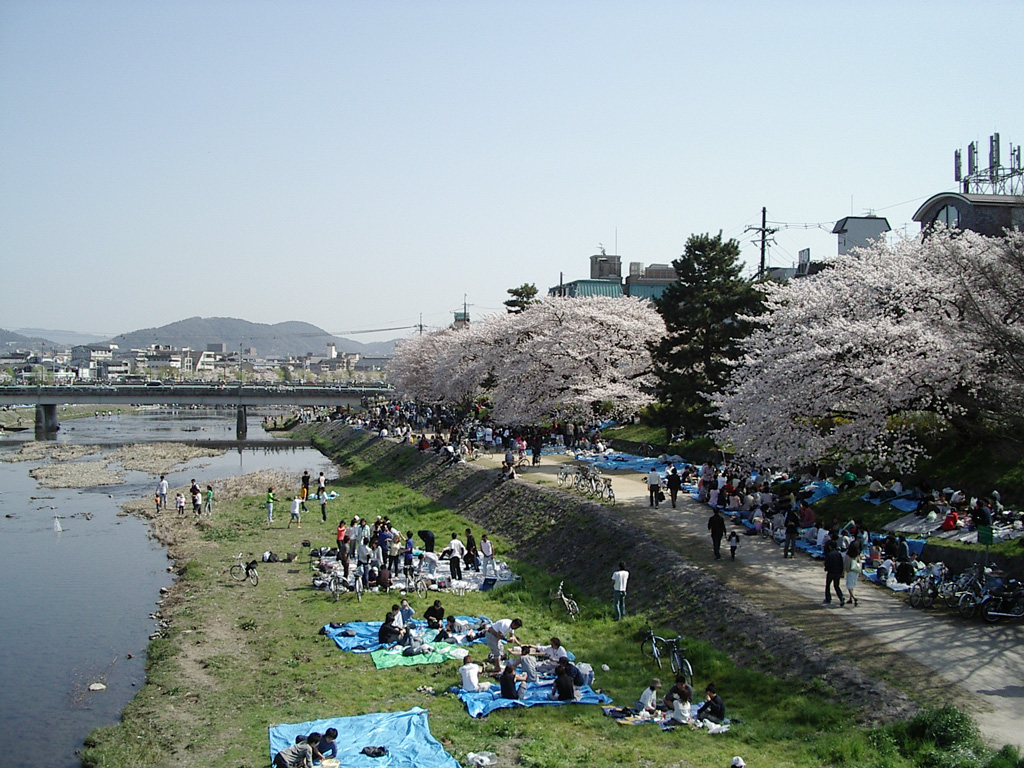
Oslava Hanami u řeky Kamo

Hanami (花見) je japonský svátek. Odehrává se koncem března a začátkem dubna v době, kdy začínají kvést slivoně. Podstatou svátku je těšit se z pohledu na rozkvetlé sakury (třešně), nebo méně často ume (slivoně).
Jedná se o velmi oblíbený svátek, jenž se slaví v celém Japonsku. Lidé se navzájem navštěvují a setkávají se se svými přáteli či s rodinnými příslušníky v parcích. V parku se konají oslavy, lidé zpívají, jedí různá jídla a vypráví si historky. Během oslav se pojídají tradiční japonská jídla, někteří lidé pijí i rýžové víno sake. Jde o formu pikniku. Také jsou zde na počest téhle události připravované speciální sladkosti právě z květů samotných třešní.